# Le Manoir aux Quat’ Saisons

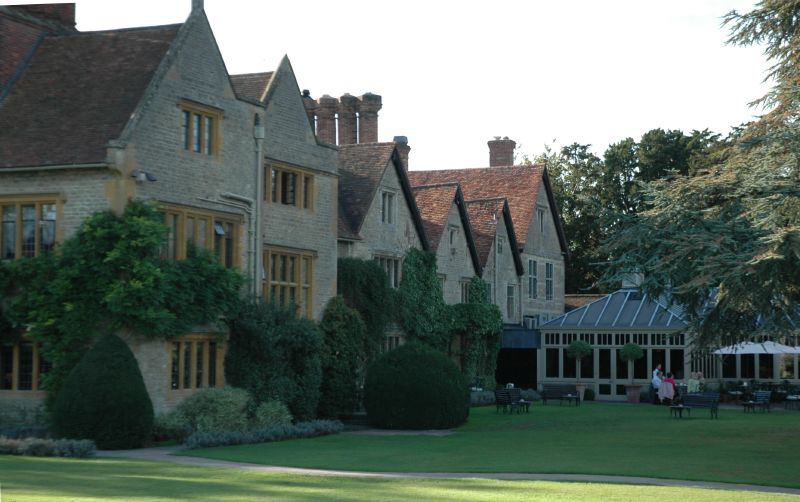
Le Manoir aux Quat’ Saisons 2006

Le Manoir aux Quat´Saisons ist  ein Luxushotel und Landgasthof mit einem von Michelin ausgezeichneten Zwei-Sterne-Restaurant in Great Milten, Oxfordshire, England, 64 Kilometer nordwestlich von London und 13 Kilometer südöstlich von Oxford. Das heute unter dem Namen Belmond Le Manoir aux Quat´Saisons geführte und früher als Orient-Express Hotels Ltd. bekannten britischen Unternehmen Belmond Ltd. seit 2018 eine Tochtergesellschaft der LVMH gehört.
Seit 1984 bewirtschaftet der aus dem französischen Besançon stammende Chef Raymond Blanc den Hotel- und Restaurantbetrieb in dem aus massivem Cotswold-Stein erbauten englischen Land- oder Herrenhaus (frz. manoir) aus dem 15. Jahrhundert. Blanc eröffnete unter dem Label Brasserie Blanc weitere Restaurants in England.